# Achazja van Juda
Achazja of Ahazia (Hebreeuws: אחזיה, ‘Agazja) was koning van het koninkrijk Juda. Hij volgde zijn vader Joram op. Over zijn leven valt in de Hebreeuwse Bijbel te lezen in 2 Koningen 9 en 2 Kronieken 21-25. Zijn regeerperiode duurde erg kort, vermoedelijk slechts enkele maanden. Deze periode wordt tegenwoordig gedateerd op 842 of 841 v.Chr.
De moeder van Achazja was Atalja, een dochter van koning Achab van het koninkrijk Israël. Door het huwelijk van zijn vader met een dochter van de koning van Israël, sloten de twee landen een verbond. Achazja voerde samen met zijn oom, de Israëlitische koning Joram, oorlog tegen koning Hazaël van de Arameeërs. Joram raakte hierbij zwaargewond en toen Achazja hem opzocht, werd hij volgens de Hebreeuwse Bijbel vermoord door Jehu.
In 1993 werd in Tel Dan een stele (zuil) gevonden, met daarin een tekst waarin de auteur beweert zowel Achazja, zoon van Joram, als Joram te hebben vermoord. Waarschijnlijk is deze zuil afkomstig van de Arameeërs. Alhoewel het in die tijd gebruikelijk was dat koningen hun daden overdreven, is het onduidelijk of Achazja en Joram door Jehu zijn vermoord of door Hazaël.